# Hanseatische Eisenbahn
Die Hanseatische Eisenbahn GmbH (HANS, eigene Schreibweise: HANSeatische Eisenbahn GmbH) ist ein Eisenbahnverkehrsunternehmen, das 2014 aus der Personenverkehrssparte der Eisenbahngesellschaft Potsdam (EGP) hervorging. Beide Gesellschaften gehören zur ENON GmbH, die in Putlitz im Nordwesten Brandenburgs ansässig ist.

## Geschichte

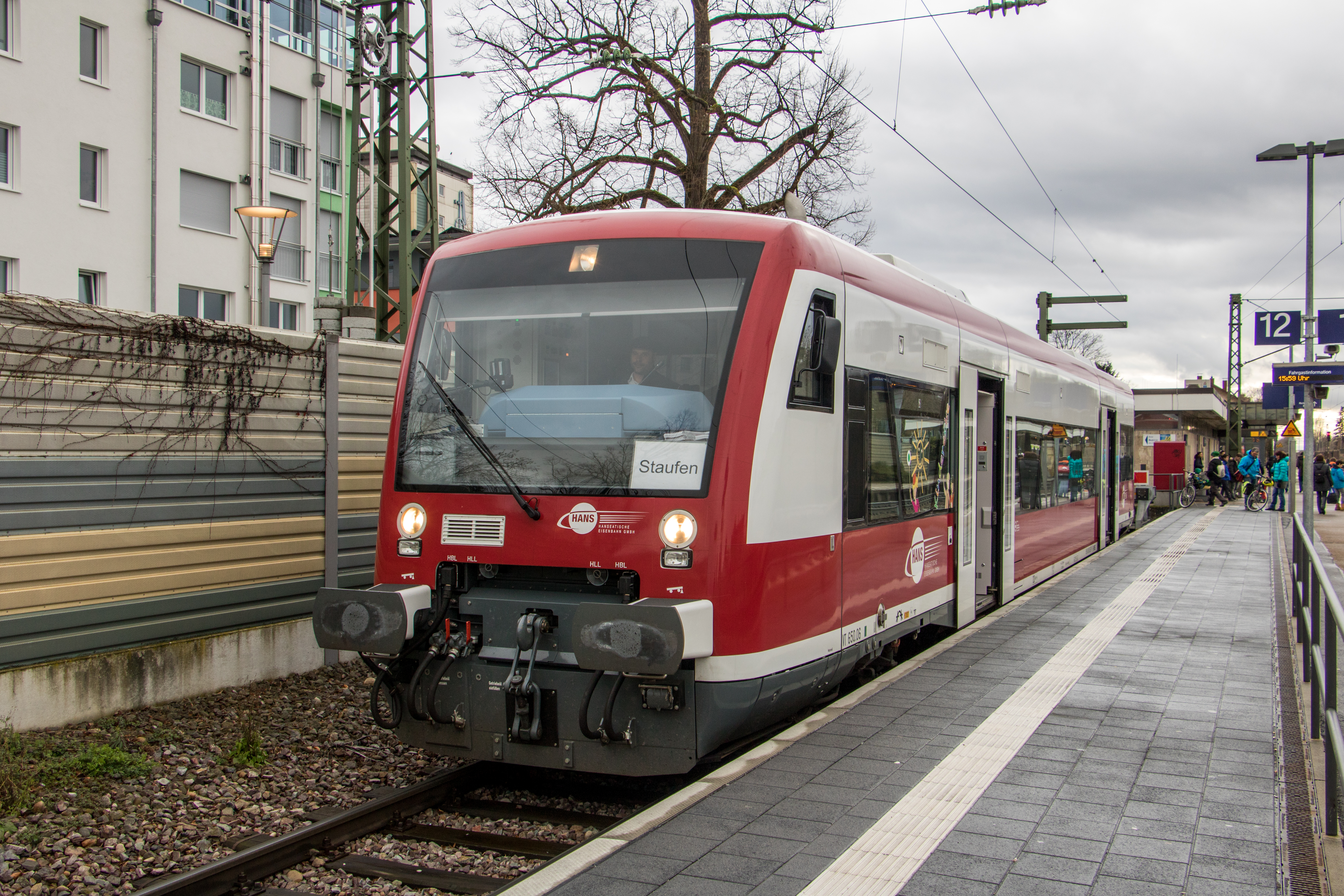
Regioshuttle der Hanseatischen Eisenbahn in Süddeutschland

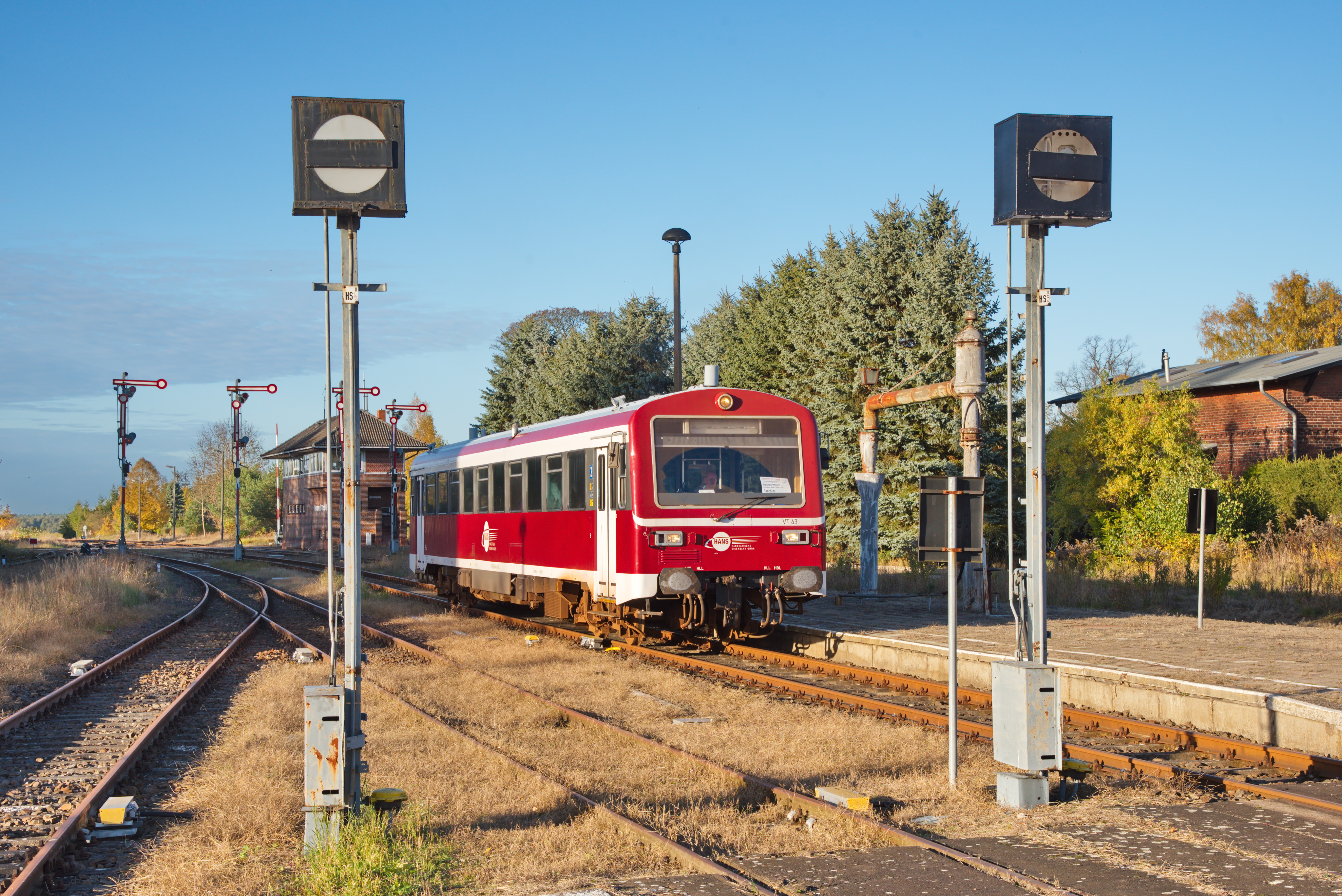
VT 43 (Typ NE 81) der "HANS" auf der Südbahn in Karow (Meckl)

In Brandenburg betreibt die HANS den Schienenpersonennahverkehr auf den Nebenbahnen in der Prignitz. Am 2. November 2012 wurde vom Verkehrsverbund Berlin-Brandenburg bekanntgegeben, dass die EGP (aus der 2014 die HANS hervorging) ab Dezember 2012 für (zunächst) zwei Jahre diese Eisenbahnverbindungen übernimmt. Betrieben werden die Strecken Meyenburg–Pritzwalk und Pritzwalk–Neustadt (Dosse) mit leichten Verbrennungstriebwagen. Der Betriebsumfang ist jedoch deutlich geringer als bei der Prignitzer Eisenbahn GmbH, die die Strecken zuvor betrieb. Aufgabe der EGP  war gemäß der Ausschreibung auch, ein Konzept für den künftigen Betrieb der Strecken zu erarbeiten. Nach Erarbeitung eines solchen Konzeptes konnte der Verkehrsvertrag im Dezember 2014 um weitere zwei Jahre verlängert werden. Für die Folgeperiode wurde ein weiterer zweijähriger Vertrag von Dezember 2016 bis Dezember 2018 abgeschlossen. So sich die Anrainergemeinden einigen, war im weiteren Verlauf ab Dezember 2018 ein langfristiger Zehnjahresvertrag vorgesehen.
Für die zum Fahrplanwechsel im Dezember 2012 abbestellte Strecke Neustrelitz–Mirow konnte noch vor Ende des letzten Fahrplanjahres ein neues Betriebskonzept erarbeitet werden, sodass der Übergang vom bisherigen Betreiber Ostdeutsche Eisenbahn (ODEG) zur Hanseatischen Eisenbahn nahtlos erfolgen konnte. Mit einem verringerten Angebot wird der Weiterbetrieb der Strecke seit Dezember 2012 gesichert, Aufgabenträger war bis Dezember 2021 der Landkreis Mecklenburgische Seenplatte. Seitdem ist die Aufgabenträgerschaft wieder an die Verkehrsgesellschaft Mecklenburg-Vorpommern übergegangen und die Linie wurde in das Netz Westmecklenburg integriert. Sie wird im Auftrag der ODEG weiterhin betrieben.
Zwischen Meyenburg und Pritzwalk wird seit dem 6. Juli 2013 wieder Wochenendverkehr angeboten, nachdem sich die Städte Pritzwalk und Meyenburg, zusammen mit dem Landkreis Prignitz, auf eine finanzielle Beteiligung geeinigt hatten. Vom 6. Juli bis 30. September 2013 und Mai bis September 2014 wurden samstags darüber hinaus Einzelfahrten über Plau am See bis ins mecklenburgische Krakow am See angeboten. Da die Bestellung der Wochenendverkehre nicht auf Landesebene stattfindet, galt am Wochenende der eigene „EGP-Haustarif“, der zwischen Pritzwalk und Meyenburg dem VBB-Tarif entspricht. Seit Fahrplanwechsel im Dezember 2014 sind die Wochenendfahrten von und nach Meyenburg wieder bestellt und VBB-Fahrscheine gelten uneingeschränkt.
Ein Jahr später, im Dezember 2018, übernahm die Hanseatische Eisenbahn den Betrieb im Netz Elbe-Altmark und betreibt die Linien RB 33 Stendal–Tangermünde und RB 34 Stendal–Rathenow. Den Zuschlag hatten NASA und VBB am 14. Februar 2017 erteilt. Der neue Vertrag läuft über vier Jahre. Zum Einsatz kommen Triebwagen des Typs LINT 27. Am 12. April 2021 gab der Nahverkehrsservice Sachsen-Anhalt bekannt, dass das Netz für den Zeitraum von Dezember 2022 bis Dezember 2028 erneut an die Hanseatische Eisenbahn vergeben wird.

## Liniennetz

### Linien
| Linie | Linienverlauf                                                             | Fahrzeuge im Planbetrieb | Vertragslaufzeit                                            |
| ----- | ------------------------------------------------------------------------- | ------------------------ | ----------------------------------------------------------- |
| RE 27 | Bergen auf Rügen – Fährhafen Mukran                                       | DWA LVT/S                | Probebetrieb                                                |
| RB 16 | Kleinseenbahn Neustrelitz – Wesenberg – Mirow                             | DWA LVT/S                | Dezember 2021 – Dezember 2025 (im Auftrag der ODEG)         |
| RB 33 | Stendal Hbf – Tangermünde                                                 | LINT 27                  | Dezember 2018 – Dezember 2022 Dezember 2022 – Dezember 2028 |
| RB 34 | Rathenow – Schönhausen (Elbe) – Stendal Hbf                               | LINT 27                  | Dezember 2018 – Dezember 2022 Dezember 2022 – Dezember 2028 |
| RB 73 | (Pritzwalk – Blumenthal (Mark) –) Kyritz Am Bürgerpark – Neustadt (Dosse) | DWA LVT/S                | Dezember 2022 – Dezember 2025                               |
| RB 74 | (Pritzwalk West –) Pritzwalk – Brügge (Prign) – Meyenburg (– Plau am See) | DWA LVT/S                | Dezember 2022 – Dezember 2025                               |

### Ehemals betriebene Linien
Im Auftrag des Putlitz-Pritzwalker-Eisenbahnfördervereins wurde insbesondere Schülerverkehr auf der Linie RB 70 von Pritzwalk nach Putlitz erbracht. Eigentlich nur bis Dezember 2012 vorgesehen, verkehrte die Linie noch bis Sommer 2016. Die federführende Verkehrsgesellschaft Prignitz verlor nach europaweiter Ausschreibung zum 1. August 2016 die Zuständigkeit für den Busverkehr im Landkreis Prignitz. Der neue Busbetreiber lässt die Verkehrsleistungen nicht mehr über die RB 70 abwickeln.
Im Dezember 2017 übernahm die Hanseatische Eisenbahn den Verkehr zwischen Waren (Müritz) und Inselstadt Malchow von der Deutschen Bahn. Der Landkreis Mecklenburgische Seenplatte hatte nach Verhandlungen der HANS den Zuschlag erteilt. Seit Mitte Juni 2021 wurde die Linie aufgrund von Fahrzeugmangel nur sehr unregelmäßig betrieben. Unabhängig davon ging die Linie zum Fahrplanwechsel im Dezember 2021 auch in das Netz Westmecklenburg über und wird seitdem wieder von der ODEG betrieben.
Der im Dezember 2014 abbestellte, „mittlere“ Abschnitt der Mecklenburgischen Südbahn (ehemals ODEG) wurde eigenwirtschaftlich betrieben.
Im Jahr 2014 bot man in Zusammenarbeit mit der Hafenbahn Neustrelitz eine seen.land.bahn genannte Direktverbindung zwischen Neustrelitz und Plau am See an. Die Fahrten wurden nur in der Saison jeweils am Donnerstag angeboten.
In den Jahren 2020 und 2021 wurde die Linie RB 74 an Sommerwochenenden nach Ganzlin bzw. Plau am See verlängert. Es wurden durchgehende Fahrten von Neustadt (Dosse) ermöglicht und somit eine Verbindung von und nach Berlin mit nur einem Umstieg. Zusammen mit den Linien RB 15 und RB 19 war die Strecke Teil des jährlich angebotenen Südbahn-Saisonverkehrs. Von 2022 bis 2023 war die Strecke nach Meyenburg nicht mehr Teil dieses Angebots. Seit 2024 werden wieder in den Sommermonaten am Wochenende Fahrten nach Plau am See angeboten.
| Linie | Linienverlauf                                                                                      | Fahrzeuge im Planbetrieb | Betrieb von – bis                    | heutiger Betreiber  |
| ----- | -------------------------------------------------------------------------------------------------- | ------------------------ | ------------------------------------ | ------------------- |
| WE 74 | Meyenburg – Plau am See – Krakow am See                                                            | 670                      | 6. Juli 2013 – 28. September 2014    | Betrieb eingestellt |
| RB 74 | Meyenburg – Ganzlin                                                                                | 672                      | 6. Juni 2020 – 26. Oktober 2020      | Betrieb eingestellt |
|       | seen.land.bahn Neustrelitz Hbf – Waren (Müritz) – Inselstadt Malchow – Karow (Meckl) – Plau am See | 772                      | 26. Juni 2014 – 30. Oktober 2014     | ODEG                |
|       | Mecklenburgische Südbahn Parchim – Lübz – Karow (Meckl) – Inselstadt Malchow                       | DWA LVT/S                | 14. Dezember 2014 – 30. April 2015   | ODEG                |
| RB 15 | Waren (Müritz) – Inselstadt Malchow (– Karow (Meckl))                                              | DWA LVT/S                | 9. Dezember 2017 – 11. Dezember 2021 | ODEG                |
| RB 70 | Pritzwalk – Putlitz                                                                                | 798                      | bis 31. Juli 2016                    | Strecke stillgelegt |

## Fahrzeuge
Die Hanseatische Eisenbahn setzt vier LVT/S (Baureihe 504) ein. Zwei Fahrzeuge der Baureihe 670 sowie zwei NE 81 (Baureihe 626) sind wegen Fristablauf und Mangel an Ersatzteilen abgestellt. 
Im Dezember 2014 erhielt die HANS ein Fahrzeug des Typs RegioShuttle RS1 der Stadler Pankow GmbH. Der Triebwagen war zuvor bei der Prignitzer Eisenbahn GmbH im Einsatz und wurde nach einem Brandschaden neu aufgebaut.
2018 erwarb die Hanseatische Eisenbahn drei weitere Triebwagen vom Typ DWA LVT/S (672 907, 919, 920), die davor bei der Burgenlandbahn im Einsatz waren.
Für den neuen Verkehr in Sachsen-Anhalt wurden Ende 2018 drei Alstom Coradia Lint 27 von der Transdev Sachsen-Anhalt übernommen.
Der 504 006 wurde inzwischen an die Rurtalbahn verkauft, der VT 504 002 wurde nach einem Fahrzeugbrand in Sarnow nach Neustrelitz überführt und abgestellt. 
Anfang 2022 wurden die restlichen 10 LVT/S von DB Regio (Burgenlandbahn) übernommen. 
| Typ     | Anzahl VT | Anzahl VS | Anzahl VB | Fahrzeugnummern | Strecken                                                           |
| ------- | --------- | --------- | --------- | --- | ------------------------------------------------------------------ |
| LVT/S   | 14        | –         | –         | 504 001, 672 901, 672 903, 672 904, 672 906, 672 907, 672 908, 672 909, 672 910, 672 911, 672 914, 672 916, 672 919, 672 920 | Netz Prignitz, Netz Mecklenburgische Seenplatte, Netz Elbe-Altmark |
| RS1     | 1         | –         | –         | 650 567 (650.06) | Reservefahrzeug Netz Elbe-Altmark, Vermietung                      |
| LINT 27 | 3         | –         | –         | 640 121, 640 122, 640 125 | Netz Elbe-Altmark                                                  |
| VT 98   | 1         | –         | –         | 798 610 | Sonderfahrten, Reservefahrzeug                                     |

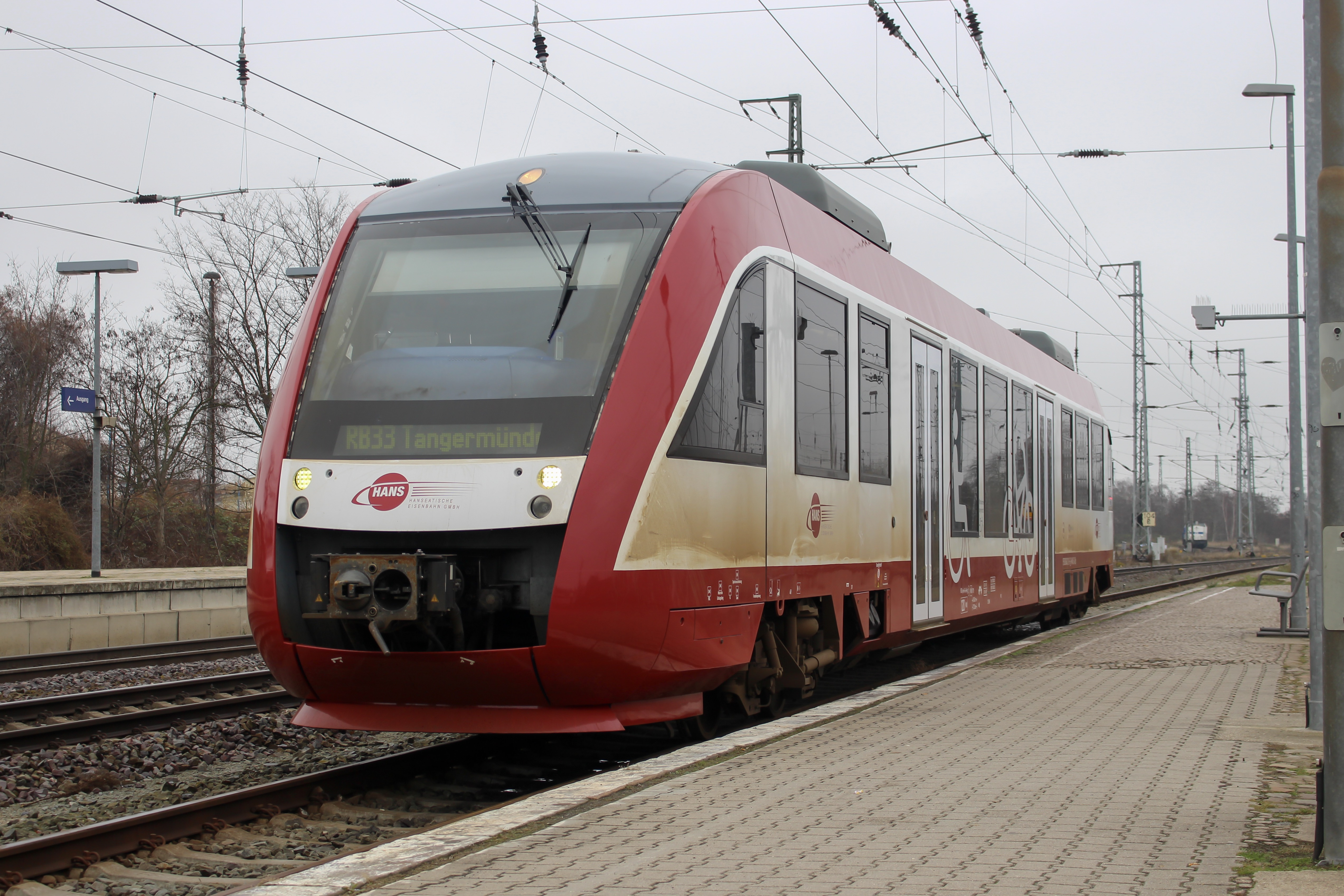
LINT 27 im Bahnhof Stendal
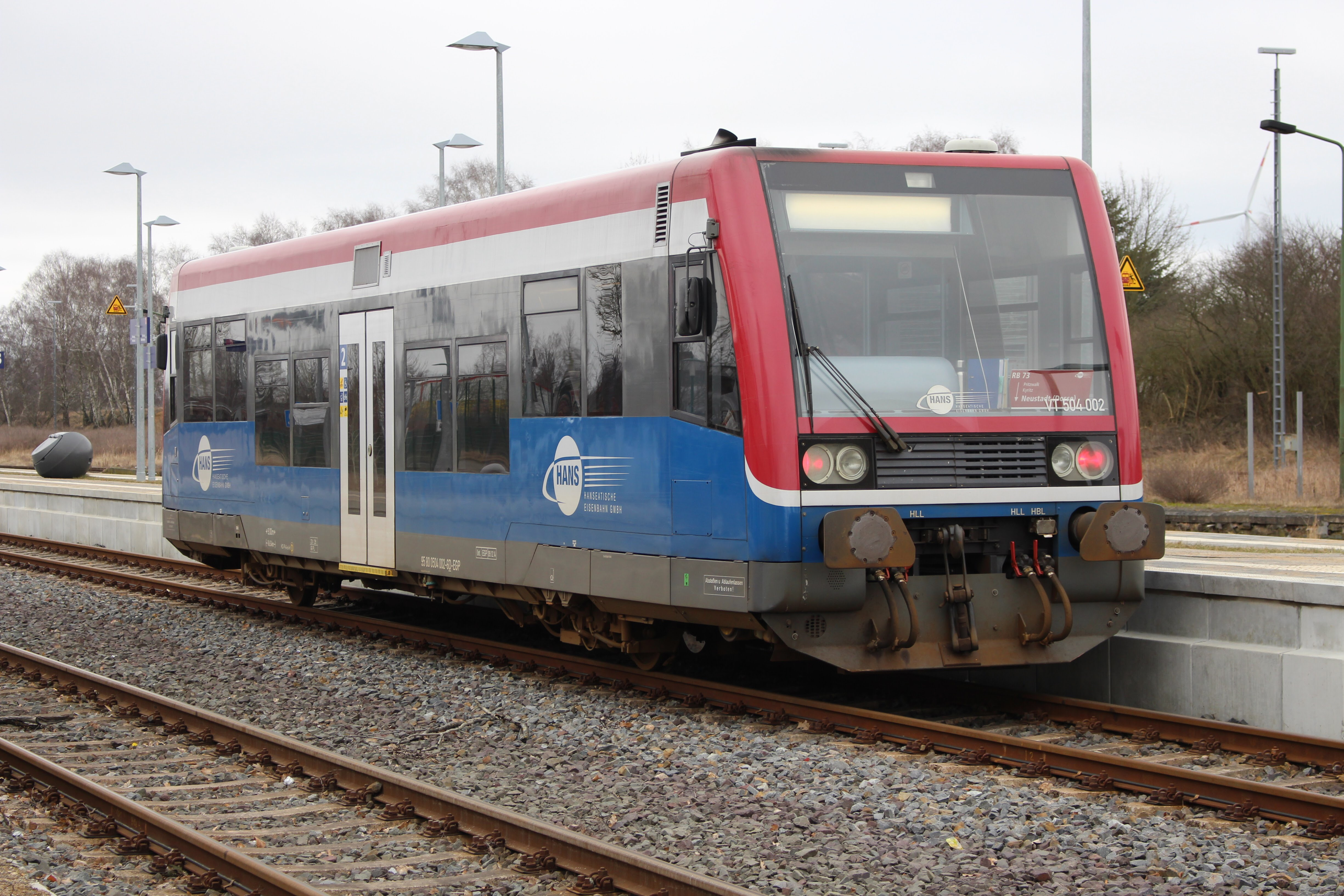
LVT/S in Pritzwalk
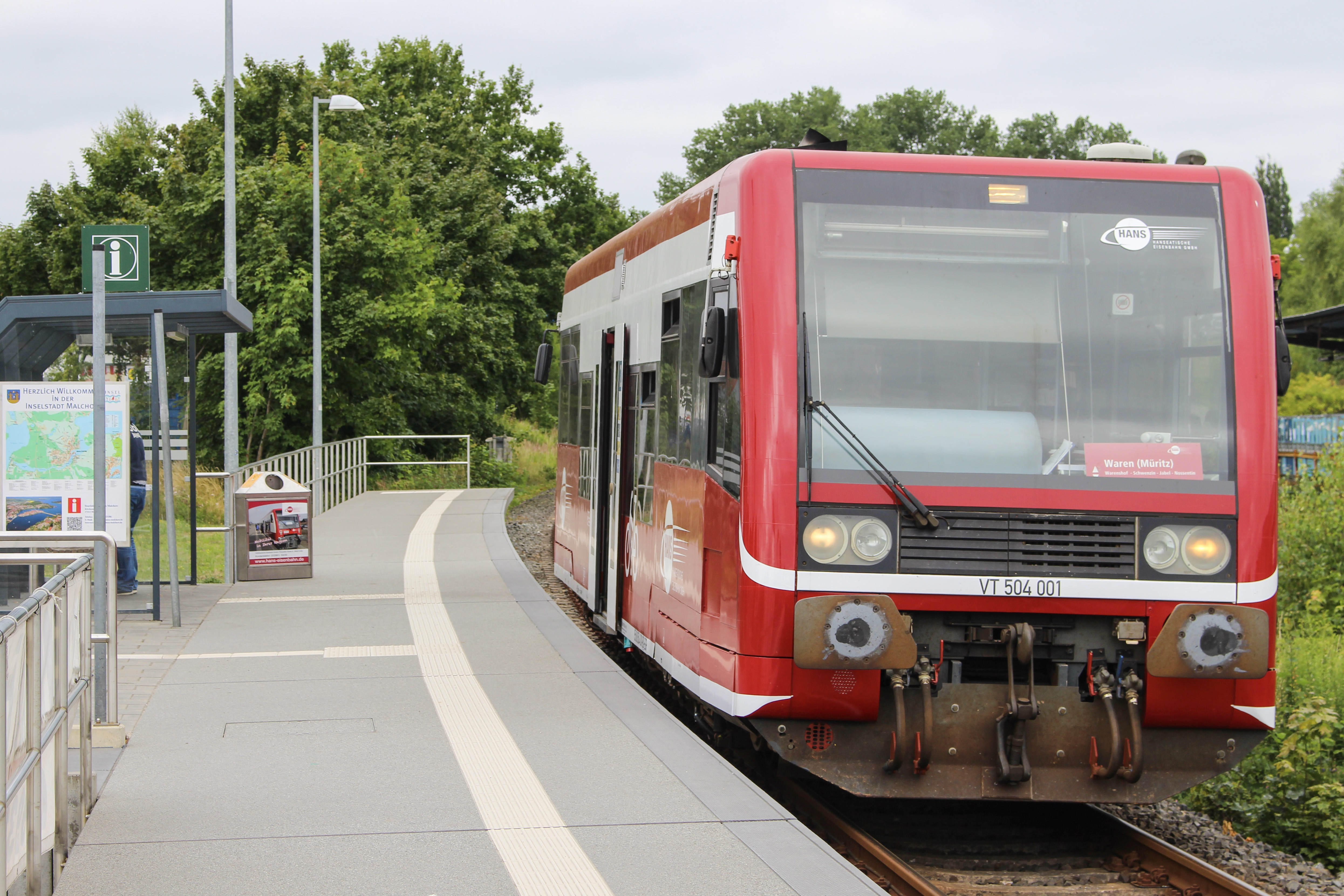
LVT/S am Haltepunkt Inselstadt Malchow
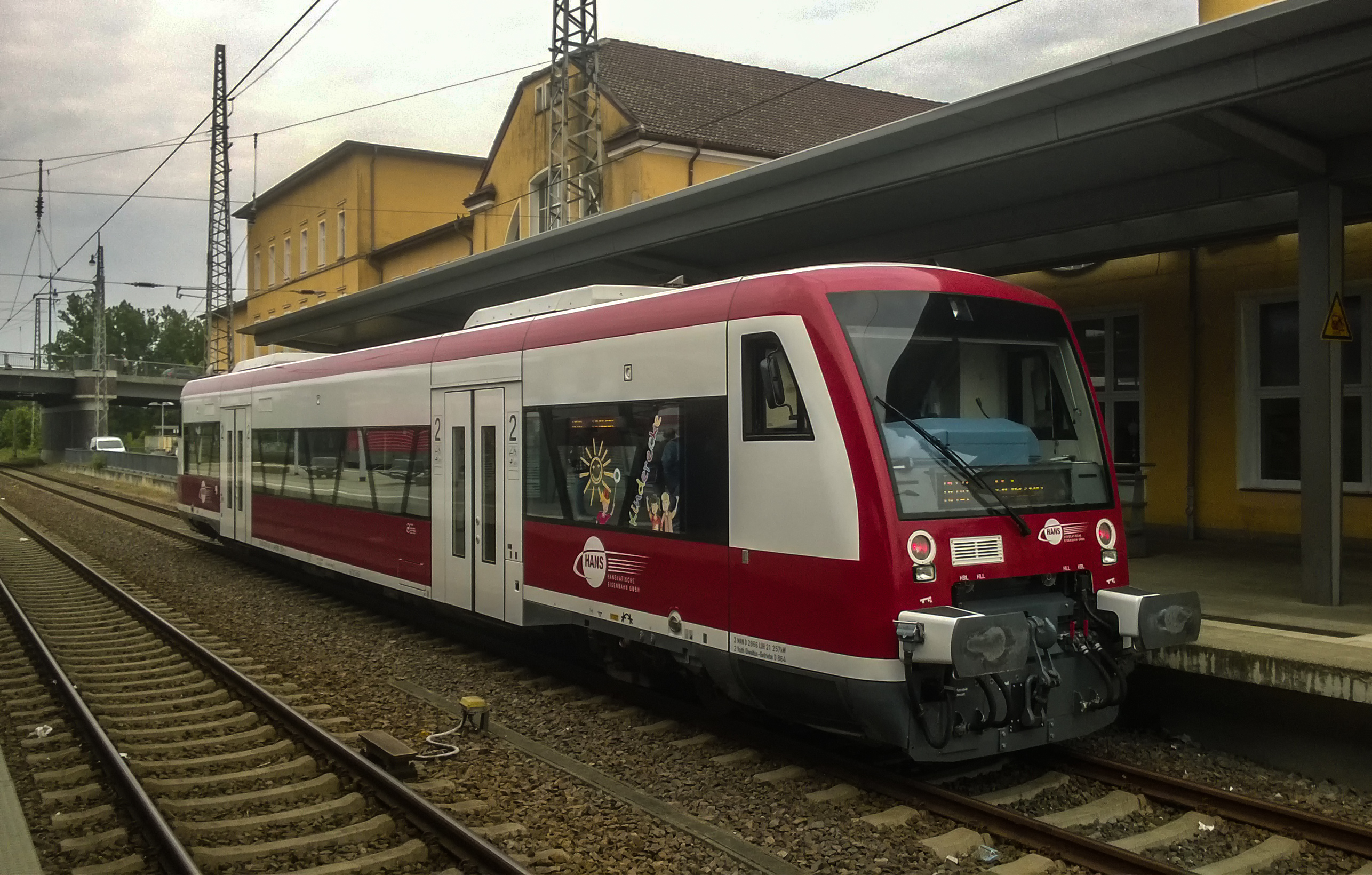
RegioShuttle in Eberswalde Hbf
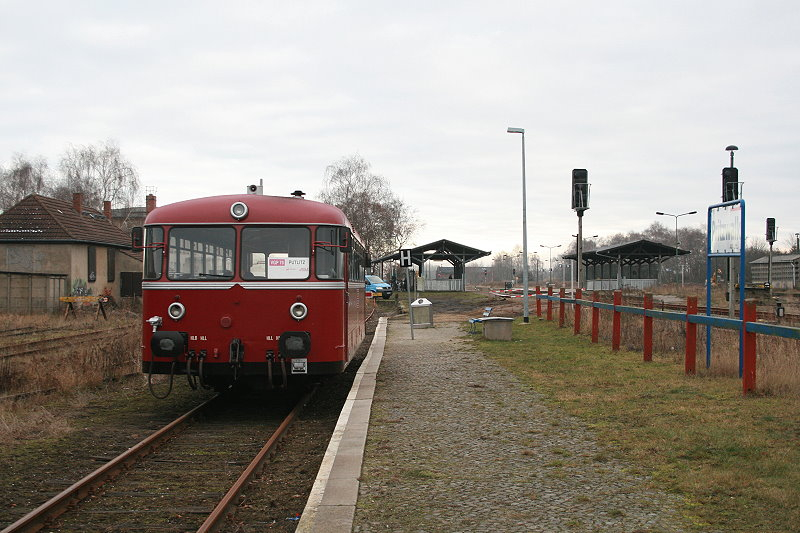
798 610 in Pritzwalk

### Ehemalige Fahrzeuge
| Typ   | Anzahl VT | Anzahl VS | Anzahl VB | Fahrzeugnummern                                     | Strecken                                                           |
| ----- | --------- | --------- | --------- | --------------------------------------------------- | ------------------------------------------------------------------ |
| LVT/S | 2         | –         | –         | 504 002, 504 006                                    | Netz Prignitz, Netz Mecklenburgische Seenplatte, Netz Elbe-Altmark |
| NE 81 | 2         | –         | 1         | 626 043 (VT 43), 626 120 (VT 120), 926 240 (VB 240) | Kleinseenbahn                                                      |
| 670   | 2         | –         | –         | 670 006 (670.3), 670 007 (670.4)                    | Netz Prignitz                                                      |
| 798   | 1         | –         | –         | 798 667 (ehemals T11)                               | Netz Prignitz                                                      |

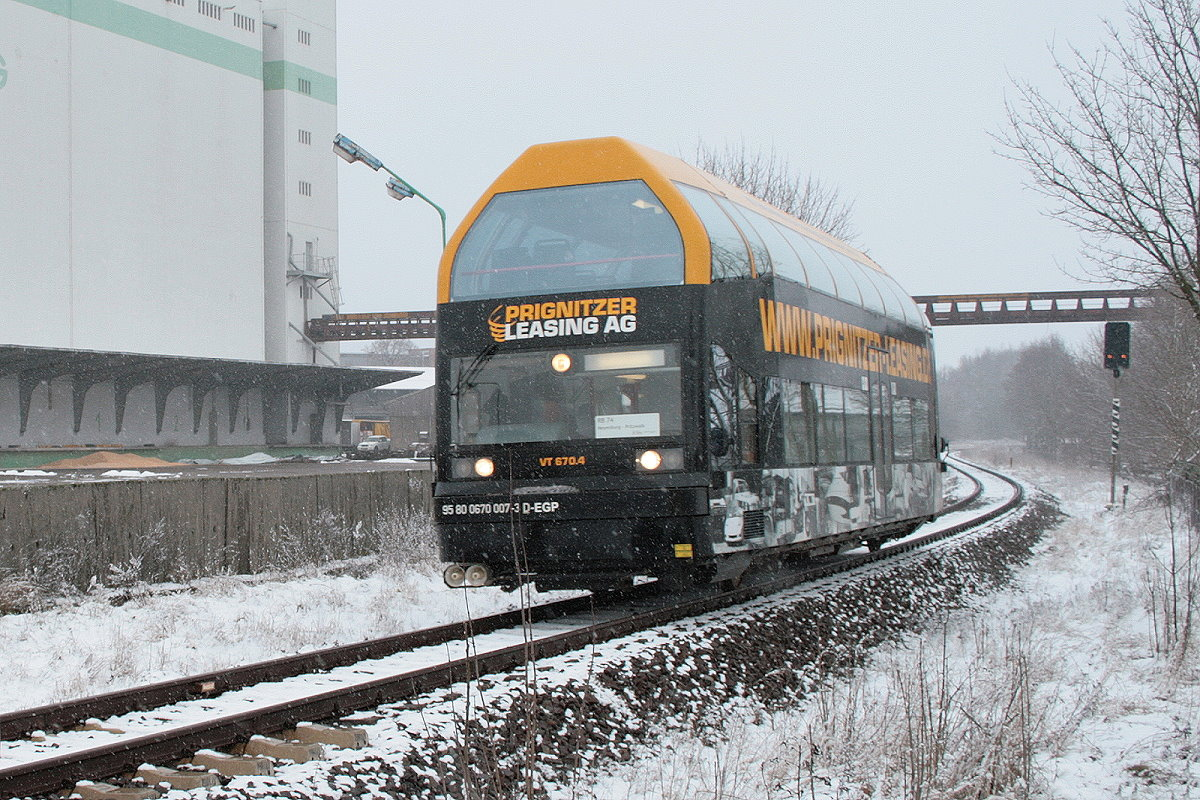
670.4 kurz vor dem Bahnhof Pritzwalk
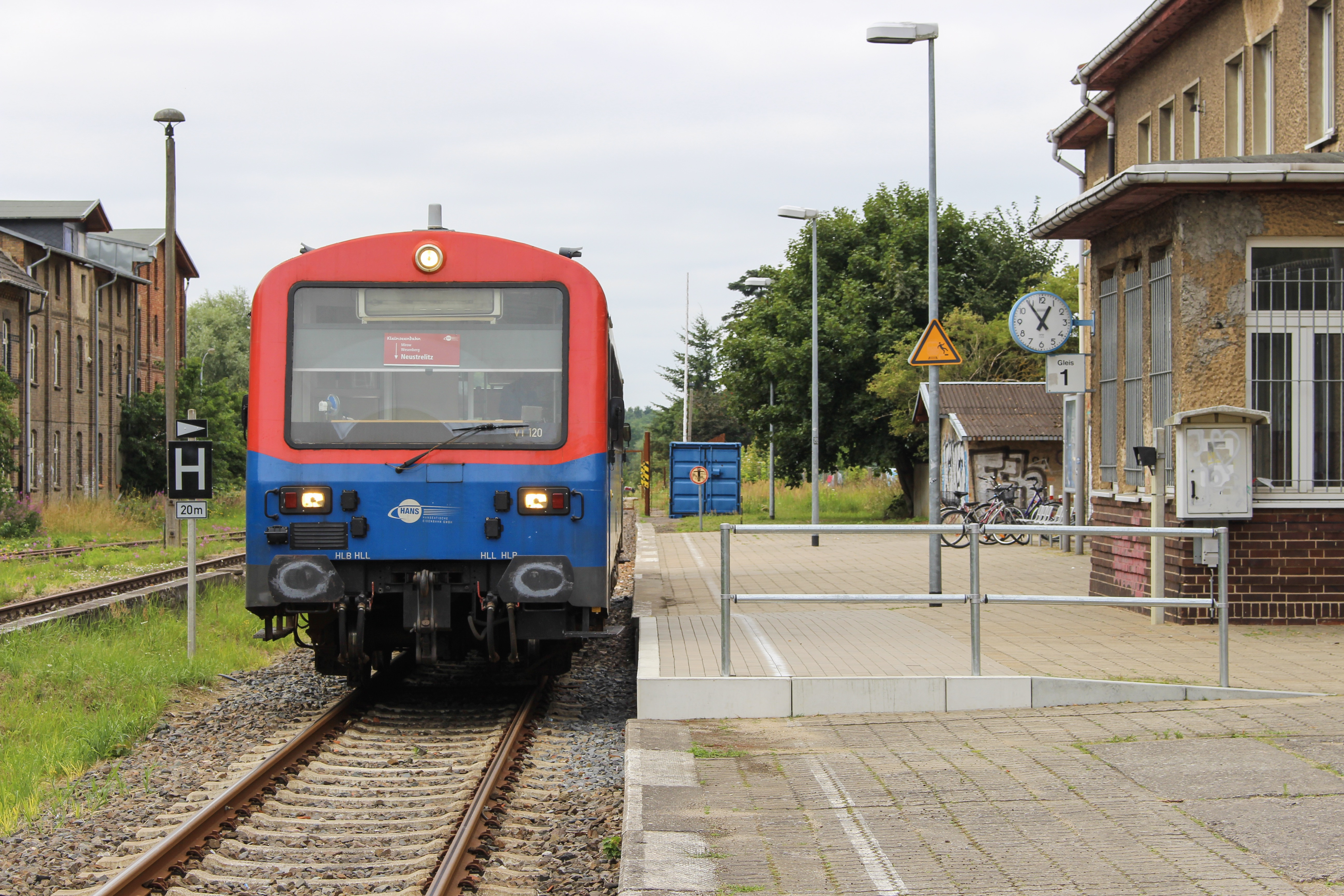
NE 81 im Bahnhof Mirow
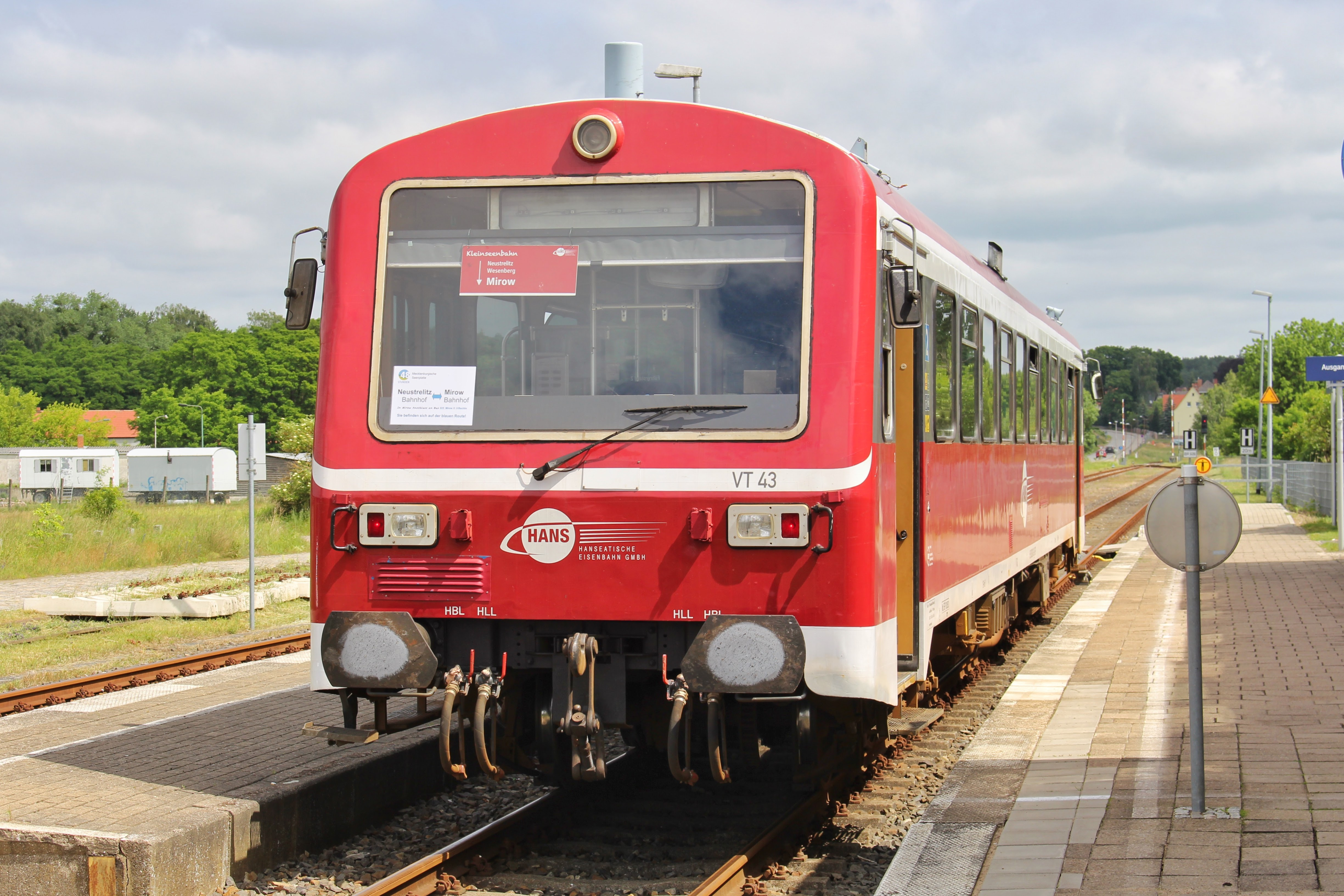
NE 81 in Wesenberg